# Eunice bilobata
Eunice bilobata är en ringmaskart som beskrevs av Treadwell 1906. Eunice bilobata ingår i släktet Eunice och familjen Eunicidae. Inga underarter finns listade i Catalogue of Life.